# 杜曲街道
杜曲街道，是中华人民共和国陕西省西安市长安区下辖的一个乡镇级行政单位。

## 行政区划
杜曲街道下辖以下地区：
杜樊社区、杜曲西村、东韦村、中韦村、西韦村、东江坡村、西江坡村、牛家湾村、桃溪堡村、寺坡村、杜曲东村、杜曲北村、夏候村、东杨万村、西杨万村、大长胜坊村、小长胜坊村、新村、冯家村、彰仪村、三府衙村、南樊一村、南樊二村、师家村、薛家堡村、张家堡村、西樊村、岳村和小江村。